# Marquesado de Vellisca
El marquesado de Vellisca es un título nobiliario español, creado por Felipe IV de España, el 7 de septiembre de 1646, para Francisco Melo de Portugal y Castro, gobernador de Flandes y Milán. La Grandeza de España fue concedida por Carlos III de España el 15 de diciembre de 1771. Desde el 4 de mayo de 1951 ostenta el título María Consuelo Pardo-Manuel de Villena y Verástegui.
Este título nobiliario español hace referencia a la localidad de Vellisca, en la provincia de Cuenca (España).

## Marqueses de Vellisca

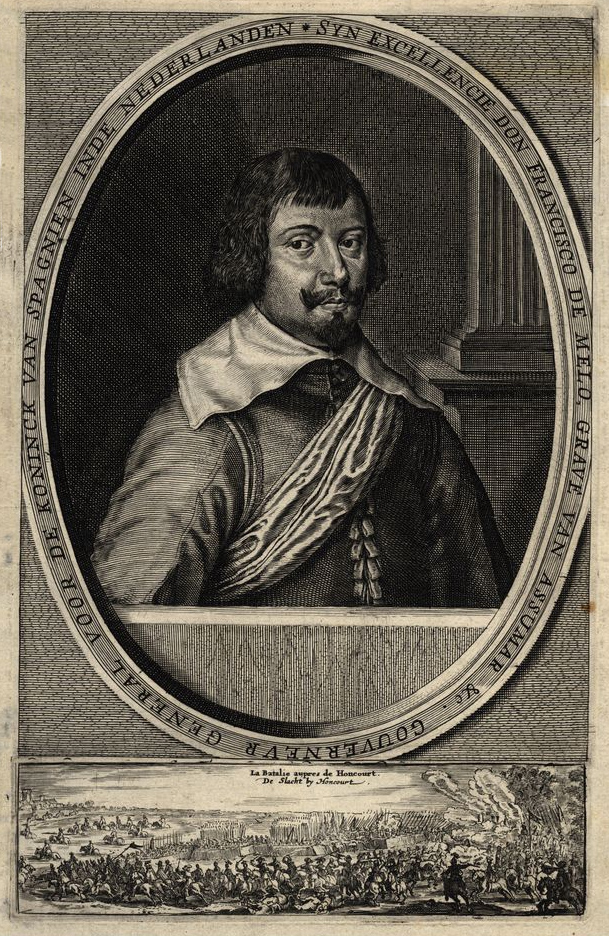
Francisco Melo de Portugal y Castro, primer marqués de Vellisca.

| Concedido por Felipe IV | Concedido por Felipe IV                                    | Concedido por Felipe IV |
| N.º                     | Titular                                                    | Periodo                 |
| ----------------------- | ---------------------------------------------------------- | ----------------------- |
| I                       | Francisco Melo de Portugal y Castro                        | 1646-1651               |
| II                      | Gaspar Constantino Melo de Portugal                        | 1651-1683               |
| III                     | José Francisco Melo de Portugal                            | 1683-1758               |
| IV                      | Pablo Antonio José Melo de Portugal y de la Rocha Calderón | 1758-1782               |
| V                       | Luis Vicente Rafael Melo de Portugal y Almunia             | 1782-1824               |
| VI                      | Luis Vicente Melo de Portugal y Fernández de Córdoba       | 1824-1834               |
| VII                     | Carlos Melo de Portugal y del Castillo                     | 1834-1858               |
| VIII                    | Luis Pedro Melo de Portugal y del Castillo                 | 1858-1863               |
| IX                      | Luis Melo de Portugal y Pérez de Lema                      | 1864-1942               |
| X                       | María Consuelo Pardo-Manuel de Villena y Verástegui        | 1951-                   |

## Historia de los marqueses de Vellisca
- Francisco Melo de Portugal y Castro (m. 18 de septiembre de 1651), I marqués de Vellisca, mayordomo mayor de la reina, consejero de Estado y Guerra, embajador en Roma y Viena, gobernador de Flandes, virrey de Sicilia, de Aragón y de Cataluña.[1]

Se casó en 1625 con Antonia de Villena Sousa (m. 19 de noviembre de 1650).  Le sucedió su hijo:
- Gaspar Constantino Melo de Portugal (m. 18 de agosto de 1683), II marqués de Vellisca.[1]

Se casó en primeras nupcias en Madrid (San Martín) el 29 de agosto de 1666 con Antonia Niño Enríquez y en segundas el 1 de enero de 1668 con María Antonia Ruiz Sotero.  Le sucedió su hijo del segundo matrimonio:
- José Francisco Melo de Portugal (m. 14 de marzo de 1758), III marqués de Vellisca y mariscal de campo.[1]

Contrajo matrimonio el, 22 de octubre de 1723 con Ana de la Rocha Calderón (m. 14 de febrero de 1760).  Le sucedió su hijo:
- Pablo Antonio José Melo de Portugal y de la Rocha Calderón (m. 22 de febrero de 1782) ,  IV marqués de Vellisca.[1]

Se casó en primeras nupcias el 29 de septiembre de 1766 con Pascuala de Almunia y Sancho, marquesa de Rafol de Almunia.  Contrajo un segundo matrimonio el 24 de octubre de 1772 con Antonia María de Heredia y Rocamora, VIII marquesa de Rafal.  Le sucedió su hijo del primer matrimonio.
- Luis Vicente Rafael Melo de Portugal y Almunia (m. 5 de junio de 1824), V  marqués de Vellisca.[1]

Contrajo matrimonio el 29 de abril de 1789 con María Angustias Fernández de Córdoba y Pacheco (m. 8 de agosto de 1847).  Le sucedió su hijo:
- Luis Vicente Melo de Portugal y Fernández de Córdoba (m. 29 de agosto de 1834), VI marqués de Vellisca.[1]

Se casó el 16 de junio de 1821 con María Teresa del Castillo y Barajas (m. 26 de febrero de 1866).  Le sucedió su hijo:
- Carlos Melo de Portugal y del Castillo (m. 3 de mayo de 1858), VII marqués de Vellisca.[1] No hubo descendencia de su matrimonio con Josefa de Luna Navarro.  Le sucedió su hermano:[1]

- Luis Pedro Melo de Portugal y del Castillo (m. 22 de agosto de 1863), VIII marqués de Vellisca.[1]

Se casó el 12 de julio de 1852 con Josefa Pérez de Lema y Pérez (m. 3 de diciembre de 1866).  Le sucedió su hijo:
- Luis Melo de Portugal y Pérez de Lema (22 de marzo de 1856-21 de diciembre de 1942),[4] IX marqués de Vellisca[1] y XII marqués de Rafol de Almunia en 1922, gentilhombre de cámara con ejercicio y servidumbre del rey Alfonso XIII.

Se casó el 6 de mayo de 1886 con María Manuela Enríquez de Navarra y Roca de Togores, hija de Rafael Enríquez de Navarra y Galiano y de su segunda esposa, María Teresa Roca de Togores y Salcedo. Sin descendencia, le sucedió:
- María Consuelo Pardo-Manuel de Villena y Verástegui, X marquesa de Vellisca[2][1] y IV duquesa de Arévalo del Rey.

Se casó en primeras nupcias el 5 de septiembre de 1949 con Juan Pablo de Lojendio e Irure. Padres de Juan Pablo de Lojendio y Pardo-Manuel de Villena, a quien su madre cedió el título del ducado de Arévalo del Rey en 2006, y Carlos de Lojendio y Pardo-Manuel de Villena. Contrajo un segundo matrimonio el 16 de julio de 1981 con Jesús Obregón Siurana (m. 21 de noviembre de 1992), sin descendencia de este matrimonio.